# Пикерел-Лейк (тауншип, Миннесота)
Пикерел-Лейк (англ. Pickerel Lake) — тауншип в округе Фриборн, Миннесота, США. На 2000 год его население составило 746 человек.

## География
По данным Бюро переписи населения США площадь тауншипа составляет 92,3 км², из которых 90,0 км² занимает суша, а 2,3 км² — вода (2,50 %).

## Демография
По данным переписи населения 2000 года здесь находились 746 человек, 266 домохозяйств и 221 семья.  Плотность населения —  8,3 чел./км².  На территории тауншипа расположено 273 постройки со средней плотностью 3,0 построек на один квадратный километр. Расовый состав населения: 98,26 % белых, 0,13 % коренных американцев, 0,54 % — других рас США и 1,07 % приходится на две или более других рас. Испанцы или латиноамериканцы любой расы составляли 2,28 % от популяции тауншипа.
Из 266 домохозяйств в 37,2 % воспитывались дети до 18 лет, в 75,2 % проживали супружеские пары, в 3,4 % проживали незамужние женщины и в 16,9 % домохозяйств проживали несемейные люди. 13,2 % домохозяйств состояли из одного человека, при том 5,3 % из — одиноких пожилых людей старше 65 лет. Средний размер домохозяйства — 2,80, а семьи — 3,08 человека.
26,8 % населения — младше 18 лет, 6,8 % — в возрасте от 18 до 24 лет, 27,7 % — от 25 до 44, 28,3 % — от 45 до 64, и 10,3 % — старше 65 лет. Средний возраст — 39 лет. На каждые 100 женщин приходилось 104,4 мужчин.  На каждые 100 женщин старше 18 приходилось 103,7 мужчин.
Средний годовой доход домохозяйства составлял 54 063 доллара, а средний годовой доход семьи —  57 031 долларов. Средний доход мужчин —  36 375  долларов, в то время как у женщин — 26 667. Доход на душу населения составил 26 346 долларов. За чертой бедности находились 4,1 % семей и 3,3 % всего населения тауншипа, из которых 3,0 % младше 18 и 7,5 % старше 65 лет.